# Shenzhen International
Le Shenzhen International est un tournoi de golf du Tour Européen PGA joué en Chine. Il se dispute depuis sa première édition en 2015 sur le parcours du Genzon Golf Club, à Shenzhen.

## Vainqueurs
| Année | Vainqueur            | Nationalité  | Score | Au par | Avance sur le deuxième | Deuxième(s)                |
| ----- | -------------------- | ------------ | ----- | ------ | ---------------------- | -------------------------- |
| 2017  | Bernd Wiesberger     | Autriche     | 272   | −16    | Playoff                | Tommy Fleetwood            |
| 2016  | Lee Soo-min          | Corée du Sud | 272   | −16    | 2 coups                | Joost Luiten Brandon Stone |
| 2015  | Kiradech Aphibarnrat | Thaïlande    | 276   | −12    | Playoff                | Li Haotong                 |